# Hape Kerkeling

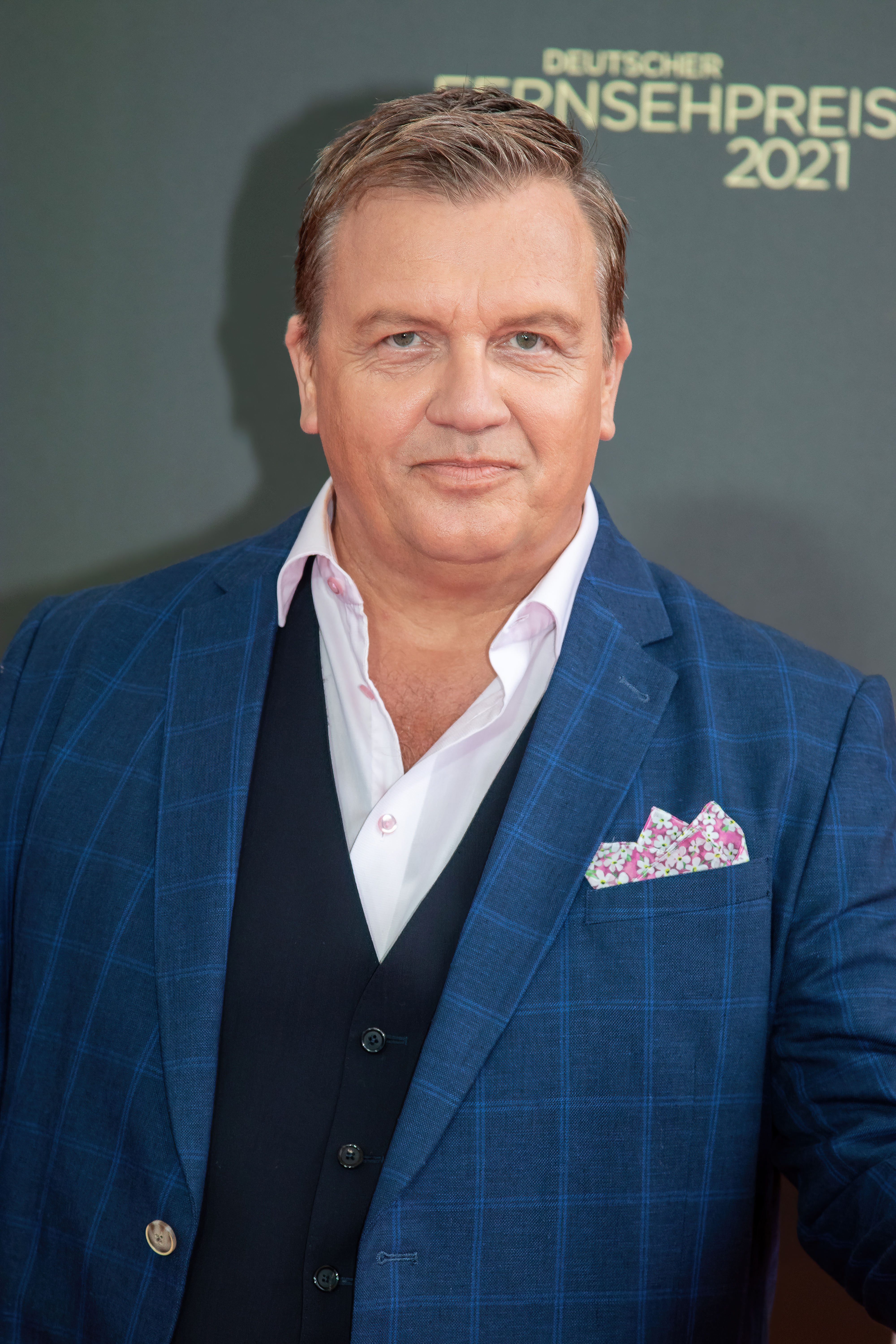
Hape Kerkeling (2021)

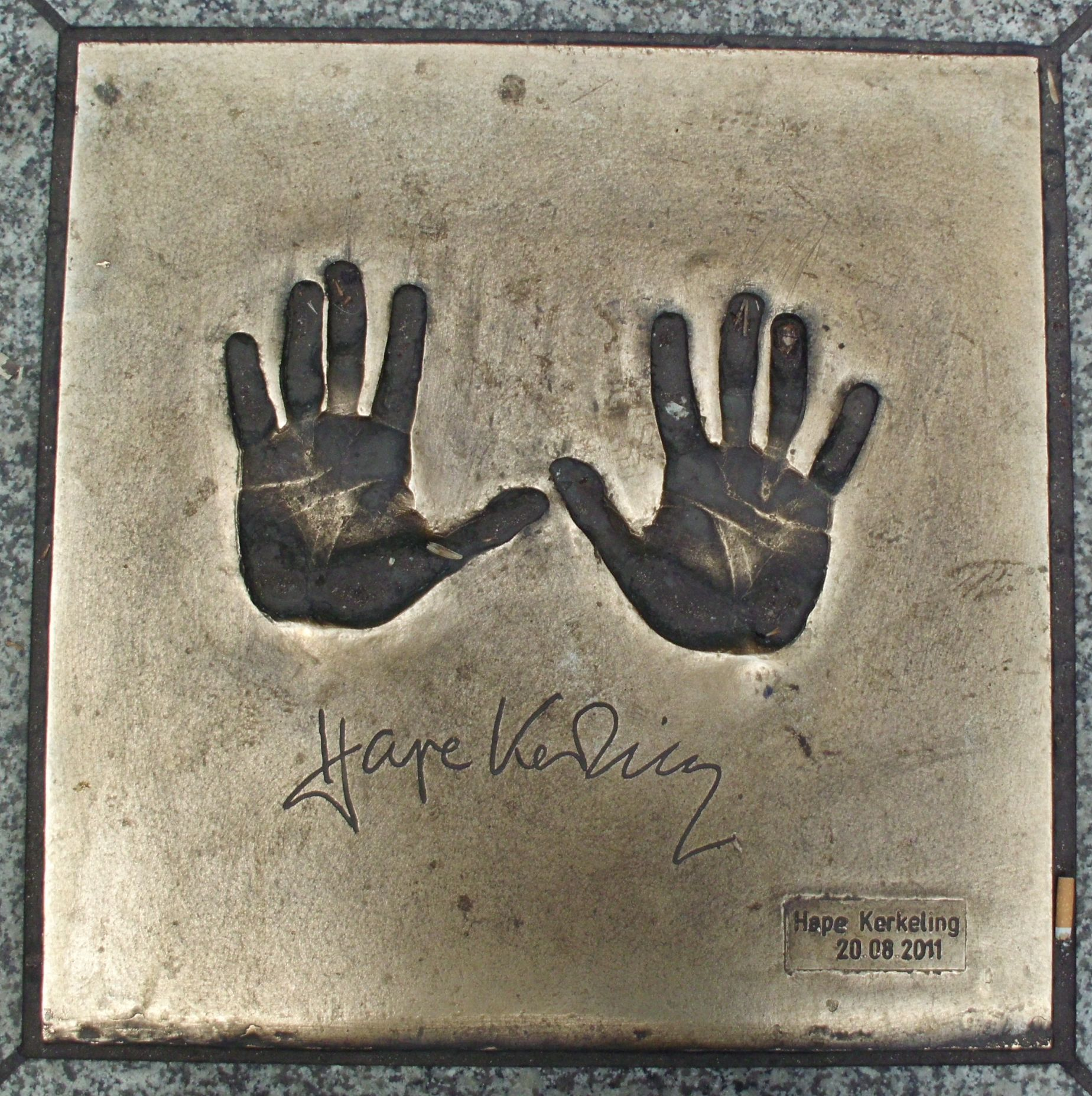
Hape Kerkelings Handabdrücke in der Mall of Fame der Lloyd-Passage Bremen

Hans-Peter Wilhelm „Hape“ Kerkeling (* 9. Dezember 1964 in Recklinghausen) ist ein deutscher Komiker, Autor, Fernsehmoderator, Schauspieler, Regisseur, Sänger, Hörspielsprecher, Hörbuch- und Synchronsprecher.
Er wurde ab Mitte der 1980er Jahre zum populären Fernseh- und Bühnenkomiker. 1985 erhielt er im Alter von 20 Jahren seine erste regelmäßige Fernsehsendung Känguru. Es folgten weitere Comedyformate wie Total Normal oder Darüber lacht die Welt sowie die Moderation größerer Fernsehshows wie der  deutschen Vorentscheidung zum Eurovision Song Contest oder der Verleihung der Goldenen Kamera.
Hape Kerkeling inszenierte mehrere Kino- und Fernsehfilme als Autor, Regisseur und Darsteller. Auch seine Kunstfiguren wie Hannilein, Horst Schlämmer, Siegfried Schwäbli, Uschi Blum oder Evje van Dampen wurden einem breiten Publikum bekannt. Als Synchronsprecher lieh er unter anderem dem Panda Po in mehreren Filmen der Reihe Kung Fu Panda und dem Schneemann Olaf aus den Eiskönigin-Filmen seine Stimme.
Als Buchautor veröffentlichte Kerkeling 2006 mit Ich bin dann mal weg eines der meistverkauften deutschen Sachbücher.

## Leben

### Kindheit und Jugend
Hape Kerkeling wurde 1964 in Recklinghausen als Sohn des Tischlers Karl-Heinz Kerkeling (1927–2018) und dessen Frau, der Floristin Margret Bönke († 1973), geboren. Die ersten Jahre wuchs er im ländlichen Recklinghäuser Stadtteil Bockholt auf, bevor die Familie Anfang der 1970er Jahre in die Stadt zog. Einen Großteil seiner frühen Kindheit verbrachte Kerkeling im Tante-Emma-Laden seiner Großmutter mütterlicherseits, Änne, in Herten-Scherlebeck, einem Nachbarort von Recklinghausen.
Nach dem Suizid seiner Mutter 1973, die nach einer Operation ihren Geruchs- und Geschmackssinn verloren hatte, zogen seine Großeltern väterlicherseits zu seinem Vater, seinem Bruder und ihm. Die Familie seines Großvaters stammt aus den Niederlanden; daher kommt auch der Familienname, der auf Deutsch mit „Kirchner“ im Sinne von ‚Küster‘ übersetzt werden kann.

### Privates
Kerkelings erster Partner starb Ende der 1980er Jahre an AIDS. Danach lebte er von 1990 bis 2011 mit seinem Co-Autor Angelo Colagrossi zusammen. Dieser schrieb für ihn Texte und Sketche, unter anderem für Total Normal, und führte Co-Regie bei den Filmen Kein Pardon, Willi und die Windzors und Regie bei Die Oma ist tot, Ein Mann, ein Fjord!, Samba in Mettmann und Horst Schlämmer – Isch kandidiere. Im Dezember 2016 heiratete Kerkeling seinen Lebensgefährten Dirk Henning. 2017 zog er von Berlin nach Köln um, wo er seither lebt. Den Wegzug aus Berlin begründete er mit „homophober Atmosphäre“ in Berlin. Kerkeling verbringt mehrere Monate im Jahr in der italienischen Region Umbrien.
Kerkeling spricht neben Deutsch auch Niederländisch, Französisch, Spanisch, Italienisch und Englisch. Seit Januar 2007 ist er Pate der Aktion Courage – Schule ohne Rassismus – Schule mit Courage der Droste-Hülshoff-Realschule im Dortmunder Stadtteil Kirchlinde. Im Februar 2017 war er auf Vorschlag der CDU-Fraktion des nordrhein-westfälischen Landtags Mitglied der 16. Bundesversammlung zur Wahl des deutschen Bundespräsidenten. Seit 2017 fungiert Kerkeling als Schirmherr des Comedy-Preises „Recklinghäuser Hurz“, der zum 1000-jährigen Jubiläum der Stadt Recklinghausen zu Ehren der beiden gebürtigen Recklinghäuser Hape Kerkeling und Achim Hagemann ins Leben gerufen wurde und seit 2017 jährlich verliehen wird.
In seiner 2024 erschienenen Autobiografie Gebt mir etwas Zeit dokumentiert Kerkeling die Ergebnisse seiner Ahnenforschung, bei der er unter anderem entdeckt haben will, dass er ein Urenkel des englischen Königs Eduard VII. sei, der ein Verhältnis mit Kerkelings Urgroßmutter Agnes Sattler aus Marienbad gehabt haben soll.

## Karriere

### 1984–1988: Ausbildung, künstlerische Anfänge und Durchbruch
1984 legte Kerkeling das Abitur am Marie-Curie-Gymnasium in Recklinghausen ab. In seiner Schulzeit war er Ministrant. Mit einigen Mitschülern, darunter Achim Hagemann, brachte er unter dem Bandnamen Gesundfutter eine Schallplatte mit dem Titel Hawaii auf den Markt. 1977 bewarb sich der damals Zwölfjährige bei Loriot für die Rolle des Kindes Dicki im Sketch Weihnachten bei Hoppenstedts. Die Rolle erhielt jedoch Katja Bogdanski.
Seinen ersten Fernsehauftritt hatte er mit 17 Jahren im Talentschuppen. Er trat bei verschiedenen Talentwettbewerben auf und gewann 1983 den damals erstmals vergebenen Passauer Kabarettpreis Scharfrichterbeil. Danach arbeitete er unter anderem für den WDR und den BR. Am 17. Dezember 1984 wurde mit der von Radio Bremen produzierten 30-minütigen Einzelsendung Kerkelings Kinderstunde sein erstes eigenes Fernsehformat ausgestrahlt. Die Sendung dreht sich um den Alltag des Vorschulkindes Hannilein und seiner Familie, wobei Kerkeling sämtliche Figuren spielte.
Den Durchbruch schaffte Kerkeling mit seiner erstmals am 31. Januar 1985 ausgestrahlten Musik- und Sketch-Show Känguru. Es folgten Gastauftritte und Sketche (unter anderem mit Margarethe Schreinemakers) in der Radio-Bremen-Sendung Extratour. In seiner Biografie erwähnt Kerkeling, dass Otto Waalkes einen großen Beitrag zu seinem Karrierestart leistete, indem er ihn mit den richtigen Leuten bekanntmachte.

### 1989–1998:Total Normalund KinodebütKein Pardon
Von 1989 bis 1991 moderierte Kerkeling die Deutsche Vorentscheidung zum Eurovision Song Contest in der ARD. Die deutsch-österreichische Fehde bei dieser Veranstaltung verleitete ihn immer zu der satirischen Begrüßung „… und auch an unsere Nachbarn drüben in … Österreich“, die an die Begrüßung der DDR-Zuschauer im Westfernsehen erinnern sollte.
1989 gestaltete Kerkeling zusammen mit dem Pianisten Achim Hagemann und Angelo Colagrossi als Co-Autor mit seiner medienkritischen Sendung Total Normal ein Comedy-Format, für das er mit der Goldenen Kamera, dem Adolf-Grimme-Preis und dem Bayerischen Fernsehpreis ausgezeichnet wurde. Vor allem zwei Aktionen sind auch Jahre nach dem Ende der Sendung in Erinnerung geblieben: Verkleidet als Königin Beatrix gelang es Kerkeling am 25. April 1991, vor laufender Kamera in einem Wagen vor Eintreffen der echten Königin im Schloss Bellevue vorzufahren. Außerdem trug Kerkeling in der Maske eines polnischen Opernsängers zur Klavierbegleitung von Hagemann das „expressive Stück“ Hurz! vor, eine Parodie auf Neue Musik, die in dem lauten und unvermittelten Ausruf „Hurz!“ mündete. Das nicht eingeweihte Publikum war sich der Ernsthaftigkeit der Darbietung nicht sicher, bemühte sich aber im Anschluss um eine höfliche Diskussion des Stückes. Eine Teilnehmerin sagte, das Stück wirke auf sie „komisch“ und könne wohl kaum klassische Musik sein; Kerkeling antwortete ihr daraufhin bewusst hochnäsig, dass ihr wohl „der intellektuelle Zugang“ fehle. Hurz! erschien 1992 als Single. Das Mottolied einer anderen Folge, Das ganze Leben ist ein Quiz, schaffte als Single-Veröffentlichung den Einstieg in die deutschen Hitlisten. Das Lied war eine Coverversion des italienischen Liedes Sì, la vita è tutt'un quiz (1988).
Im Rahmen von Total Normal besuchte Kerkeling 1990 auch die Bundespressekonferenz. Der Auftritt führte zu einem Hausverbot, das erst anlässlich seines 60. Geburtstages im Dezember 2024 aufgehoben wurde.
Am 10. Dezember 1991 outete der Filmemacher Rosa von Praunheim Kerkeling und Alfred Biolek in der RTLplus-Talkshow Explosiv – Der heiße Stuhl als homosexuell. Den daraufhin einsetzenden Medienrummel, vor allem in der Boulevardpresse, kommentierte Hape Kerkeling mit den Worten:

„Sensiblere Naturen als ich hätten sich jetzt wahrscheinlich mit dem Fön in die Badewanne gelegt. Was soll’s. Morgen werden sie eine andere Sau durchs Dorf treiben.“

Von Praunheims Intention war es, auf dem Höhepunkt der damaligen AIDS-Krise öffentliche Solidarität von homosexuellen Prominenten, von denen sich zu dieser Zeit kaum welche öffentlich zu ihrer sexuellen Orientierung bekannten, mit den insbesondere auf Grund von Aids vielfach stigmatisierten schwulen Männern einzufordern, um die Situation für alle Homosexuellen zu verbessern beziehungsweise zu normalisieren: „Die Outings führten dazu, dass in der Gesellschaft vermehrt über den Umgang mit Homosexuellen diskutiert wurde und sich die Wahrnehmung homosexueller Menschen änderte. Homosexualität wurde nun überwiegend als natürlich angesehen, statt wie vor wenigen Jahren noch pathologisiert.“ (Lennard Gottmann, Humboldt-Universität zu Berlin)
Im Jahr 2014 fiel Kerkelings Bewertung der Outing-Aktion milder aus:

„Damals war es nicht richtig, es zu tun. Aber aus heutiger Sicht war es nicht falsch.“

Beim Deutschen Fernsehpreis 2021 wurde Kerkeling mit dem Ehrenpreis ausgezeichnet, den er der LGBTQ-Community widmete. In dem Zusammenhang äußerte er zu seinem Outing:

„Es hätte mir nichts Besseres passieren können.“

Zumal der WDR Kerkeling vor seinem Outing in eine Scheinbeziehung mit einer Frau drängen wollte und Rosa von Praunheims Aktion keine beruflichen Nachteile für den Entertainer verursachten.
Im Zusammenhang mit dem Diskurs zum Thema „Kulturelle Aneignung“ wies Hape Kerkeling in der Sendung Maybrit Illner am 20. Juli 2023 die These zurück, die homosexuelle Identität schwuler Schauspieler müsse bei der Rollenbesetzung berücksichtigt werden. Ein zentrales Merkmal guter Schauspieler sei es, dass sie bestimmte Eigenschaften aller Figuren glaubwürdig darstellen könnten. Niemand habe sich z. B. darüber beklagt, dass bei ihm die Illusion nicht entstehen könne, er „sei“ als Filmfigur ein heterosexueller Mann. Für genauso legitim hält es Kerkeling, wenn ein heterosexueller Schauspieler einen Schwulen darstellt.
1993 erschien Kerkelings erster Kinofilm, die Mediensatire Kein Pardon, für die er gleichzeitig als Regisseur und Schauspieler tätig war und an deren Drehbuch er mitschrieb. 2011 wurde eine Musicalfassung des Films uraufgeführt. Danach kehrte Kerkeling zurück zum Fernsehen. Zunächst ging er mit der Sendung Cheese (Januar bis April 1994, 13 Folgen), der ein ähnliches Konzept wie Total Normal zugrunde lag, zum Privatsender RTL. Nach diesem ersten Misserfolg in Kerkelings Karriere wechselte er wieder zurück zur ARD und präsentierte dort drei weitere erfolglose Formate: Warmumsherz (Oktober bis Dezember 1995, 6 Folgen), Zappenduster (Januar bis April 1997, 13 Folgen) und Gisbert (Mai bis Juni 1999, 6 Folgen). Während der Zeit drehte Kerkeling weiterhin mehrere Fernsehfilme: Club Las Piranjas (1995), Willi und die Windzors (1996) und Die Oma ist tot (1997).

### 1999–2004:Darüber lacht die Welt, Pilgern auf dem Jakobsweg undMir ist ganz komisch
Erst 1999 war Kerkeling mit der Sat.1-Sendung Darüber lacht die Welt wieder im Fernsehen erfolgreich. Mit einem „Knopf im Ohr“ unterstützt von Schachmeisterin Elisabeth Pähtz spielte er verkleidet als iranischer Großmeister Mehdi Mikamahdav Simultanschach gegen die Schachspieler des FC Bayern München. In einer weiteren Aktion trat er im Frühjahr 1999 als litauischer Fußballtrainer Albertas Klimawiszys auf, der den damaligen Trainer Klaus Augenthaler beim Grazer AK ablösen sollte.
Ebenfalls 1999 trat er als Sänger der fiktiven finnischen Rap-Gruppe R.I.P. Uli in der VIVA-Sendung Interaktiv bei Milka Loff Fernandes auf. Auf dem Parteitag der CDU im Mai 2000 versuchte er, verkleidet als italienischer Eisverkäufer, Angela Merkel einen Eisbecher zu servieren, während sie am Podium vor dem Saal sprach. Im Jahr 2000 hatte er einen Auftritt als Kleingärtner Rico Mielke in einer Diskussionssendung von Heinrich Lummer.
Die Entfernung seiner Gallenblase und ein Hörsturz veranlassten Kerkeling zu einer kurzen Auszeit. Im Juni und Juli 2001 pilgerte er 630 Kilometer auf dem nordspanischen Jakobsweg nach Santiago de Compostela. Für Sat.1 moderierte er 2002 und 2003 die alljährliche Spenden-Gala für die Deutsche AIDS-Stiftung. Von 2002 bis 2007 führte er Regie beim Musik-Comedy-Liveprogramm mit dem Titel Mir ist ganz komisch von Isabel Varell und Christian Heckelsmüller. Für die Moderation von Die 70er Show auf RTL wurde er 2003 mit dem Deutschen Fernsehpreis in der Kategorie Beste Moderation Unterhaltung ausgezeichnet.
Im selben Jahr drehte Kerkeling den Kinofilm Samba in Mettmann, der im nordrhein-westfälischen Mettmann spielt. Der Film kam im Januar 2004 in die Kinos und war kommerziell deutlich weniger erfolgreich als Kein Pardon, wurde aber später bei RTL mit Erfolg ausgestrahlt und brachte dem Kölner Sender einen Marktanteil von 23,5 % in der werberelevanten Zielgruppe. Im Mai 2004 und im Mai 2005 moderierte er bei RTL den Großen Deutsch-Test sowie im Oktober 2004 den Großen Deutschlandtest. Im Dezember 2004 trat er anlässlich seines 40. Geburtstags abseits seines Haussenders RTL einmalig im Ersten auf, als die Geburtstagsshow Happy Birthday, Hape gezeigt wurde.

### 2005–2007:Hape trifft!,Let’s DanceundIch bin dann mal weg
Vom Frühjahr 2005 bis März 2006 moderierte Kerkeling die von Günther Jauchs Produktionsfirma i&u TV produzierte Show Hape trifft!, die bei RTL saisonal ausgestrahlt wurde. Es wurde jeweils eine Staffel mit wöchentlichen Sendungen im Frühjahr und im Herbst gesendet. In der Sendung traf Kerkeling auf deutsche und internationale Stars und verkleidete sich unter anderem als rasender Reporter Horst Schlämmer, als Schwabe Siggi Schwäbli und als niederländische Paartherapeutin Evje van Dampen. Die Show wurde im NOB Studio 8 in Hürth bei Köln produziert.
Im April und im Mai 2006 moderierte er zusammen mit Nazan Eckes die Live-Show Let’s Dance. In einem Interview mit der Wochenzeitung Die Zeit sagt Kerkeling im Nachhinein, dass er die Moderation von Let’s Dance wegen der Medienschelte um Heide Simonis abgebrochen hätte, wenn ihn die Vertragsbedingungen mit dem Sender nicht zum Weitermachen gezwungen hätten. Trotzdem moderierte er vom 14. Mai bis zum 30. Juni 2007 gemeinsam mit Nazan Eckes auch die zweite Staffel der Show.
Kerkeling war jahrelang mit verschiedenen Bühnenprogrammen auf Tournee. Seine letzte Tournee mit dem Programm Wieder auf Tour endete im Dezember 2006. Seine Live-Aufzeichnung Hape Kerkeling Live! erschien im März 2007 auf DVD.
Im Mai 2006 veröffentlichte Kerkeling das Buch Ich bin dann mal weg über seine Pilgerreise auf dem Jakobsweg , das mit über zwei Millionen verkauften Exemplaren zum meistverkauften Buch des Jahres 2006 in Deutschland wurde. Bis zum Mai 2008 wurden mehr als drei Millionen Exemplare verkauft.

### 2008–2013:Hallo Taxi,Ein Mann, ein Fjord, Synchronarbeiten und Moderation

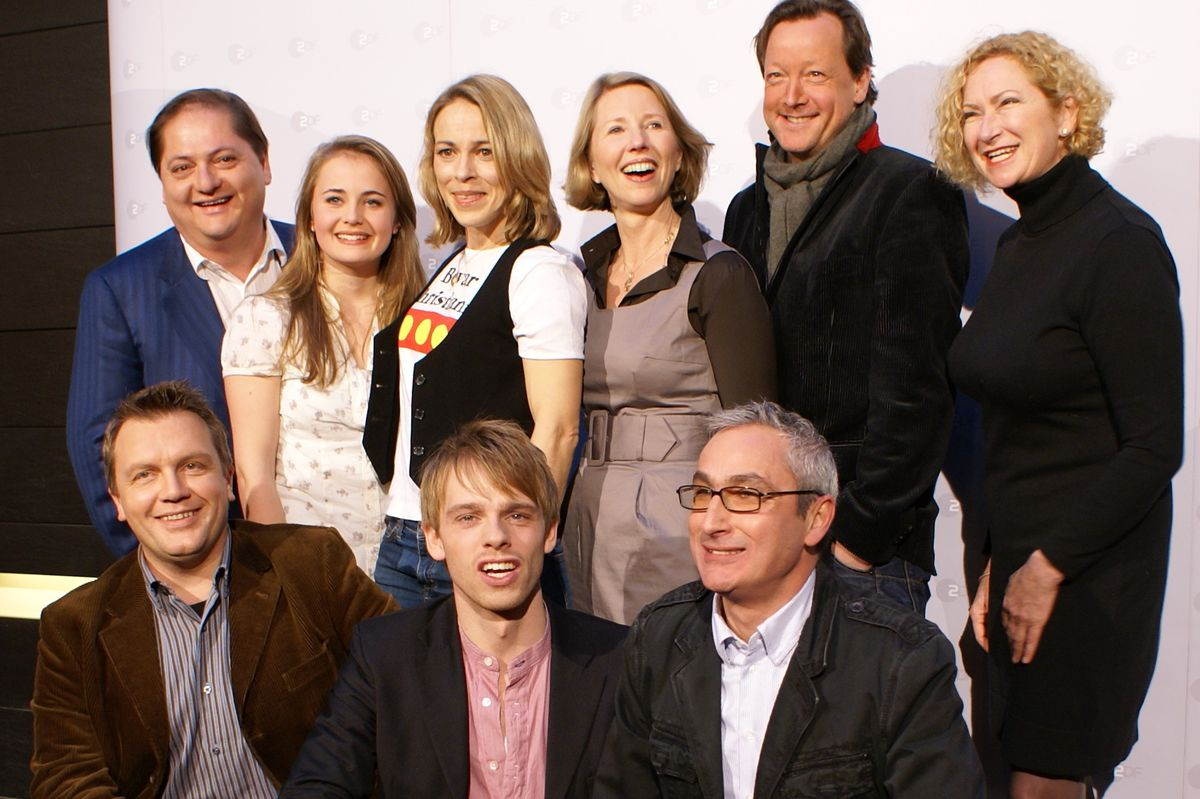
Kerkeling mit der Besetzung von Ein Mann, ein Fjord! (2008)

Von April 2008 bis Juni 2008 lief auf RTL seine neue Sendung Hallo Taxi. Sie war weniger erfolgreich. Im Juni 2008 synchronisierte Kerkeling die Rolle des Pandabären Po im Animationsfilm Kung Fu Panda. Ab Mai 2008 verfilmte das ZDF Kerkelings Hörbuch Ein Mann, ein Fjord!. Regie führt Angelo Colagrossi, das Drehbuch stammt von Kerkeling, Colagrossi und Angelina Maccarone. Neben Jürgen Tarrach, Anneke Kim Sarnau, Matthias Brandt und Horst Krause ist Kerkeling in den Rollen von Horst Schlämmer, Uschi Blum und Gisela zu sehen. Der Film wurde im Januar 2009 ausgestrahlt.
Im Februar 2009 trat er als Uschi Blum in der Fernsehsendung Wetten, dass..? auf und sang sein Lied Sklavin der Liebe. Im September 2009 nahm Kerkeling zum 10-jährigen Jubiläum am Prominenten-Special von Wer wird Millionär? teil und erspielte 125.000 Euro für die Deutsche AIDS-Stiftung. Von 2010 bis 2014 moderierte er die Verleihung der Goldenen Kamera im ZDF. Im Mai 2010 nahm er als Präsident der fünfköpfigen Jury und Präsentator der deutschen Punktevergabe am Eurovision Song Contest 2010 teil. Im Dezember 2010 strahlte RTL Kerkelings Show Hapes zauberhafte Weihnachten aus, zu der eine gleichnamige Audio-CD mit den Liedern der Show erschien. 2011 sprach er in Kung Fu Panda 2 erneut den Pandabären Po.
Ende 2011 moderierte Kerkeling im ZDF den Jahresrückblick Menschen 2011 und führte im Rahmen der Sendereihe Terra X durch die sechsteilige Dokumentation Unterwegs in der Weltgeschichte. Kerkeling lieh dem Schneemann Olaf im 2013 erschienenen Disney-Film Die Eiskönigin – Völlig unverfroren seine Stimme.

### 2014–2018: Rückzug aus dem Showgeschäft und zwischenzeitliche Einzelprojekte
Im Mai 2014 erschien Kerkelings CD Ich lasse mir das Singen nicht verbieten, auf der er unter anderem bekannte deutschsprachige Schlager wie Schmidtchen Schleicher singt, im Oktober des gleichen Jahres die Autobiografie mit dem Titel Der Junge muss an die frische Luft. Anlässlich seines 50. Geburtstages am 9. Dezember 2014 strahlte das ZDF einen Film aus, der die fiktive Planung seiner Geburtstagsshow zeigt. Anlässlich dieses Geburtstags kündigte Kerkeling an, seine Karriere im Showgeschäft zu beenden.
Nach seinem weitgehenden Rückzug aus dem Showgeschäft Ende 2014 war Kerkeling weiterhin als Synchronsprecher in den Fortsetzungen der Animationsfilme Kung Fu Panda 3 (2016), Die Eiskönigin – Olaf taut auf (2017) und Die Eiskönigin II (2019) zu hören, in denen er bereits in den ersten Teilen die Synchronisation übernahm.
Mit den Filmen Ich bin dann mal weg (2015) und Der Junge muss an die frische Luft (2018) entstanden zwei Verfilmungen seiner autobiografischen Bücher, in denen Kerkeling jeweils als Figur von anderen Darstellern verkörpert wird.
Für die Zeitschrift Gala schrieb er in den Jahren 2017/18 die Kolumne Frisch hapeziert, die auch in Buch- und Hörbuchform veröffentlicht wurde. Drei Jahre nach seinem letzten Auftritt im Fernsehen kehrte er beim Comedypreis 2017 für einen Abend auf die Bühne zurück. Er überreichte dem an Parkinson erkrankten Ottfried Fischer, der ihn bereits 1982 bei einem Talentwettbewerb entdeckt hatte, einen Ehrenpreis.

### Seit 2019: Rückkehr in die Öffentlichkeit
Kerkeling spielte im 2019 gedrehten und 2021 veröffentlichten Spielfilm Der Boandlkramer und die ewige Liebe den Teufel. Im März 2021 kündigte der Privatsender RTL an, Kerkeling werde seine Pause beenden und mit mehreren neuen Formaten auf RTL, Vox und TVNOW starten. Für 2022 sei eine Fernsehserie mit Kerkeling in der Hauptrolle geplant. Ende Juni 2021 erschien Kerkelings Buch Pfoten vom Tisch! Im Oktober desselben Jahres veröffentlichte er das Musikalbum Mal unter uns …. Ende November 2021 startete auf Vox das siebenteilige Reisemagazin Hape und die 7 Zwergstaaten. Im Dezember 2021 wurde auf Vox die Sendung Ein Abend mit Hape Kerkeling ausgestrahlt, in der er Dunja Hayali als Gast empfing.
In der 2023 ausgestrahlten Serienfortsetzung der deutschen Fernsehkomödie Club Las Piranjas übernahm er erneut die Hauptrolle. Für die Action-Animationskomödie Kung Fu Panda 4, die im März 2024 in den Kinos startete, sprach er erneut den Pandabären Po.

## Figuren
Hape Kerkeling entwickelte im Laufe seines Schaffens verschiedene Kunstfiguren:

### Evje van Dampen
Sie ist eine niederländische Paarberaterin, die sich mit Prominenten trifft (beispielsweise mit Günther Jauch im Zoo oder mit Udo Jürgens in dessen Villa). Sie tauchte zum ersten Mal in Hape trifft auf. Sie ist ein Fan von David Hasselhoff, der auch in einer Sendung auftrat. Ihr Arbeitsmotto ist ebenso der Titel des von ihr geschriebenen Buches Liebe ist Arbeit, Arbeit, Arbeit!.

### Gisela
Gisela wurde erstmals 2007 in der Show Guinness World Records – Die größten Weltrekorde gezeigt, wo Hape Kerkeling seinen neuen Horst-Schlämmer-Song vorstellte. Schlämmer trifft in einer Kneipe auf Gisela und verguckt sich sofort in sie. Doch was er auch versucht, Gisela sagt ihren rheinisch gefärbten Standardsatz „Nein, isch möschte nischt“. Das Lied erreichte Platz 20 der deutschen Charts.
Gisela ist Versicherungskauffrau und kommt aus Korschenbroich, der Nachbarstadt von Horst Schlämmers Wohnort Grevenbroich. 2009 sah man Gisela in zwei Werbespots der Marke Krüger. Hier ist auch ihr Mann Wolfgang (ebenfalls gespielt von Kerkeling) zu sehen. Wolfgang war zu der Zeit, als Gisela Horst Schlämmer zum ersten Mal in der Kneipe getroffen hat, in Kur. Sein leidenschaftliches Hobby sind Modelleisenbahnen.
Im Film Horst Schlämmer – Isch kandidiere spielt Gisela ebenfalls mit. Sie ist wie bei ihrem ersten Auftritt Stammgast in der Kneipe und engagiert sich sehr dafür, dass Horst Schlämmer Bundeskanzler wird. So ruft sie zum Beispiel bei Domian an, um Schleichwerbung für die HSP (Horst-Schlämmer-Partei) zu machen. Ende 2009 sowie Mitte 2010 kamen noch weitere Werbe-Clips mit Gisela und Wolfgang dazu.

### Günther Warnke
Im April 2008 startete bei RTL die Ausstrahlung der siebenteiligen Comedyreihe Hallo Taxi, in der Hape Kerkeling den Taxifahrer Günther Warnke verkörpert. Die Sendung wurde 2007 in Düsseldorf aufgezeichnet und mit sechs versteckten Kameras gedreht. Günther trägt eine braune Kappe, außerdem eine Hornbrille und einen Schnauzbart. Günther Warnke kommt aus Düsseldorf. Er ist NRW-Meister im Wettrülpsen und seine Lieblingsspeise ist Currywurst.

### Hannilein
Kerkeling in Kerkelings Kinderstunde als vorlautes Vorschulkind Hannilein, das mit roter Pumuckl-Frisur, Latzhose und auf übergroßen Stühlen sitzend die Welt der Erwachsenen kommentierte. Hierzu übte sich Kerkeling eine spezielle, kinderähnliche Stimmfärbung an und ahmte, gerne mit einem Spielzeug in der Hand, die typischen unkontrollierten Bewegungen von Kleinkindern nach.

### Horst Schlämmer

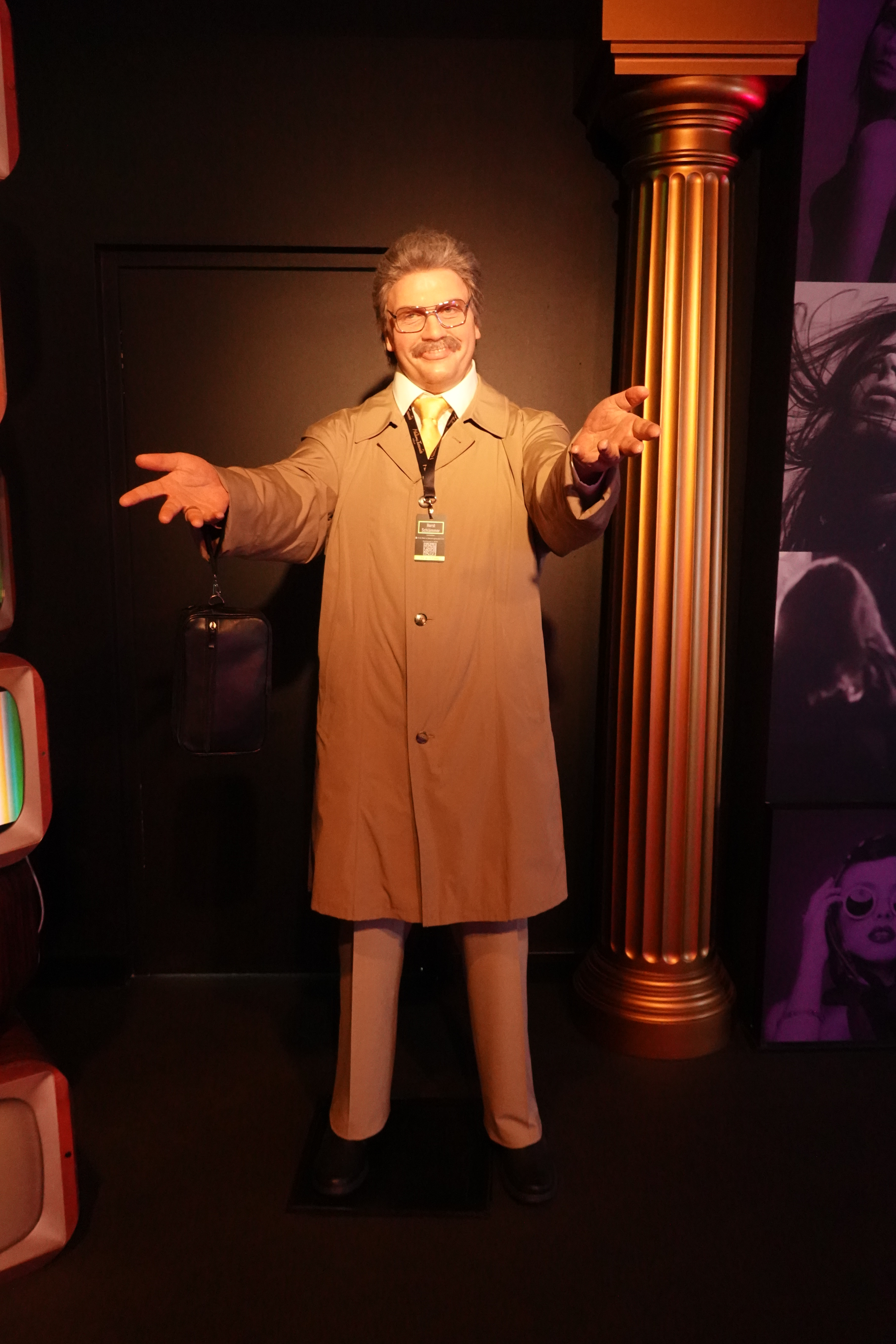
Wachsfigur im Museum: Horst Schlämmer

Unter dem Motto „Immer janz discht dran und knallhart nachjefracht“ tritt die Kunstfigur Horst Schlämmer als stellvertretender Chefredakteur des fiktiven Grevenbroicher Tagblatts auf. Bekleidet mit einem grau-beigen Trenchcoat, einer schwarzen Herrenhandtasche („der Schnapper aus Nappa“) am Arm und einem altmodischen goldfarbenen Ring am Finger führt er Interviews auf realen Veranstaltungen durch, wie zum Beispiel zur Bundestagswahl. Um seine Gegenüber zu verunsichern, schüttete sich Kerkeling vor jedem Auftritt als Horst Schlämmer ein Fläschchen Doornkaat über seinen Trenchcoat, um das Alkoholproblem der Figur Schlämmer sensorisch darzustellen. Weitere äußerliche Charakteristika der Figur sind seine nach hinten gekämmten Haare, eine altmodische Brille, ein Schnurrbart, ein Überbiss und ein mittlerer Bierbauch. Schlämmer ist außerdem starker Raucher und hat gesundheitliche Probleme, die er immer mit dem Satz „Ich habe …“ und dem betreffenden Körperbereich (Kreislauf, Rücken, Füße, Steiß) erwähnt. Zudem gibt er an, unter Schnappatmung zu leiden. Diese Beeinträchtigungen hindern ihn nicht daran, ständig junge attraktive Frauen anzusprechen, da seine Angebetete namens Gerti Kuhfuß (Wirtin seiner fiktiven Grevenbroicher Stammkneipe Wilddieb) nichts von ihm wissen will. Charakteristisch sind sein röchelndes Luftholen und die Wendung „Weisse Bescheid, Schätzelein“. Er spricht mit rheinischem Akzent.
Schlämmer wurde am 16. Oktober 1957 in Korschenbroich (Rhein-Kreis Neuss) geboren und ist ein extrovertierter und fröhlicher Mensch, der im Grunde immer nur berufsbedingt die Wahrheit herausfinden möchte. Gerne bietet er dazu seinem Gegenüber eines seiner stets mitgeführten Fläschchen Doornkaat zum Brüderschaft-Trinken an, auch wenn es sich dabei um Prominente wie Ex-Verteidigungsminister Peter Struck, Schauspieler Ottfried Fischer oder Moderator Günther Jauch handelt. Die Figur Horst Schlämmer wurde ursprünglich für die RTL-Sendung Hape trifft entwickelt. Bereits in der ersten Folge am 23. April 2005 war die Figur mehrfach Teil der Sendung. Schlämmer berichtete dort unter anderem von der Landtagswahl in Schleswig-Holstein.
Im Mai 2006 trat Schlämmer beim Prominenten-Special von Wer wird Millionär? an und nahm, nachdem Jauch während des Quiz aufgestanden war, als erster Kandidat selbst den Stuhl des Moderators in Besitz. Zusammen mit Jauch erspielte er 500.000 Euro für die Deutsche AIDS-Stiftung. Für diese Sendung wurde den beiden Akteuren 2006 der Deutsche Fernsehpreis verliehen. Horst Schlämmer erhielt außerdem den Sonderpreis des Deutschen Comedypreises 2006, unter anderem auch wegen des Auftritts mit Jauch. Anke Engelke überreichte den Preis in ihrer Rolle als Ricky, und es kam zu einem humorvollen Dialog mit Horst Schlämmer.
Anfang 2007 führte Horst Schlämmer ein Weblog, in dem der Verlauf seines Führerscheinerwerbs unter anderem durch Videos dokumentiert wird. Die Texte wurden von seiner fiktiven Praktikantin Valerie verfasst. Es handelte sich hierbei um eine bezahlte PR-Kampagne der Volkswagen AG.
Mit Horst Schlämmer als Nebenfigur wurde ein PC-Spiel namens Weiße Bescheid entwickelt. Das Quizspiel wurde am 23. Mai 2007 in zwei verschiedenen Ausgaben veröffentlicht. Auch einige Singles wurden veröffentlicht: Am 3. Februar 2006 die Single Schätzelein, die unter anderem das an Herzilein von den Wildecker Herzbuben angelehnte Lied Schätzelein und Meine letzte Zigarette enthält; im September 2007 Gisela (Isch möschte nischt …), die sich bis auf Platz 28 der deutschen Charts platzieren konnte.
Am 20. August 2009 kam der Film Horst Schlämmer – Isch kandidiere! in die deutschen Kinos, bei dem Produzent Angelo Colagrossi Regie führte. Im Film gründet Schlämmer die Partei HSP (Horst-Schlämmer-Partei), mit der er bei der Bundestagswahl 2009 antreten möchte. Neben Hape Kerkeling (in den Rollen von Horst Schlämmer, Gisela, Uschi Blum, Angela Merkel und Ronald Pofalla) spielten unter anderem Simon Gosejohann, Alexandra Kamp, Maren Kroymann und Norbert Heisterkamp mit.
Am 6. Juni 2009 trug er sich in das Goldene Buch der Stadt Grevenbroich ein. Am 3. Oktober 2009 gab Hape Kerkeling bekannt, die Figur Horst Schlämmer eventuell bald „sterben“ zu lassen, um sich auf andere Projekte zu konzentrieren. Ein Jahr später trat Kerkeling jedoch wieder als Horst Schlämmer in seiner Sendung Hapes zauberhafte Weihnachten auf.
Am 20. Juli 2023 charakterisierte Kerkeling die Kunstfigur Horst Schlämmer in der Sendung Maybrit Illner als „Prototyp weißer alter Mann“. Selbstkritisch merkte er an, dass er die Figur nicht mehr verkörpern werde, da die Zeit vorbei sei, in der man sich so über die Figur lustig machen dürfe, wie er es jahrelang getan habe. Sie würde seiner Ansicht nach vom Publikum mehrheitlich nicht mehr akzeptiert.
Im April 2024 sagte Kerkeling der Rheinischen Post, dass es im Jahr 2025 dennoch zu einem Comeback der Kunstfigur Horst Schlämmer kommen werde. Warum er seine Meinung geändert habe, legt er in typisch rheinischem Dialekt wie folgt dar: „Diese schweren Zeiten schreien nach klaren Antworten. Und die hat der Horst.“
Seit dem 7. Dezember 2023 wirbt Horst Schlämmer für den Streaming-Dienst HD+.

### Rico Mielke
Hape Kerkeling trat Ende der 1990er Jahre beim Regionalsender TV.Berlin in einer Diskussionssendung mit dem Titel Auf den Punkt Berlin (moderiert von Heinrich Lummer) das erste Mal als Rico Mielke auf. Darin fordert dieser als aufgebrachter Marzahner Kleingärtner, dass etwas gegen die Wildschweinplage unternommen werden müsse. Ausgestrahlt wurde die Sendung im Rahmen der Sat.1-Reihe Darüber lacht die Welt.
Ein zweites Mal diskutierte Kerkeling in seiner Rolle als Rico Mielke (diesmal Weihnachtshasser und ehemaliger Gefängnisfriseur) in einer Sendung des Kölner Lokalsenders center TV mit dem Moderator Michael Schwan und dem Pfarrer Hans Mörtter über die Abschaffung von Weihnachten. Ausgestrahlt wurde die Sendung im Rahmen von Hapes zauberhafte Weihnachten am 17. Dezember 2010 bei RTL.
Der Stil von Rico Mielke zeichnet sich vor allem durch seine temperamentvolle Art aus, mit der er selbst über im Grunde lächerliche Probleme diskutiert. Dabei steigert er sich während des Gesprächs immer weiter in die Situation hinein, lässt seine Kontrahenten weder ausreden noch überhaupt wirklich zu Wort kommen und reagiert auf der anderen Seite überempfindlich auf Zurechtweisungen, die er am Ende immer zur Schikane gegen den von ihm so genannten „kleinen Sparer“ erklärt.

### R.I.P. Uli
1999 gab sich Hape Kerkeling als Petri Danger Valkinnen mit seinen Kollegen Matti und Jaddi (Jumbo Schreiner) als finnische Gangsta-Rap-Band R.I.P. Uli (finnisch ripuli „Durchfall“) aus. Mit der Single Helsinki is Hell, bei der dem Gangsta-Rap-Klischee entsprechend mit einer Aneinanderreihung von Schimpfwörtern das Genre parodiert wurde, erreichte R.I.P. Uli Platz 45 der deutschen Single-Charts. Mit zu dem Erfolg beigetragen hat ein Auftritt der drei in der VIVA-Live-Sendung Interaktiv, bei dem sich Petri, Matti und Jaddi als bewusst provokative Rabauken gebärdeten, ohne dass die Moderatorin Milka den Komiker in seiner Rapper-Aufmachung erkannte.

### Siegfried Schwäbli
Die Figur Siegfried („Siggi“) Schwäbli tauchte bereits Mitte der 80er Jahre in einigen Folgen von Känguru auf. Es handelt sich um einen schwäbelnden, tollpatschigen, stark weitsichtigen Herrn mit Glasbaustein-Brille, der von einem Fettnäpfchen ins andere tritt und oft nicht weiß, wie ihm geschieht. Er versucht sich in einer Vielzahl von Aktivitäten – wie etwa als Dolmetscher, Schriftsteller oder Nachrichtensprecher –, in denen er jedoch zumeist kläglich versagt. 1992 veröffentlichte Kerkeling als Siegfried Schwäbli die Single X-Mas Rap.

### Uschi Blum
Uschi Blum ist eine ältere Schlagerdiva. Kerkeling schlüpfte in seinem Film Kein Pardon (1993) erstmals in diese Rolle. In der Verfilmung des Hörbuchs Ein Mann, ein Fjord! (2009) tauchte die Rolle wieder auf. Mit der parallel dazu veröffentlichten Single Sklavin der Liebe erreichte Uschi Blum die deutschen Singlecharts. Einen scheinbaren Bühnenskandal provozierte Uschi Blum in der Geburtstagsgala zu Hella von Sinnens 50. Geburtstag, wo sie auf die Frage nach ihrem Alter entsetzt die Veranstaltung verließ. Uschi Blum ist auch im Horst-Schlämmer-Film Horst Schlämmer – Isch kandidiere! zu sehen, als Unterstützerin der Horst-Schlämmer-Partei (HSP). Zum Film steuerte sie das Lied Ich denke nur noch an mich bei.
Laut Website der Künstlerin ist Uschi Blum als Hildegard Sterczinski in Dinslaken geboren worden. Uschi sei bei ihrer alleinerziehenden Mutter Hannelore Beate Sterczinski aufgewachsen. Der Vater sei unbekannt. Die Diva behauptet, das Ergebnis einer romantischen Liaison zwischen ihrer Mutter und dem Prinzen Elzany von Albanien zu sein. Legendär seien ihre Auftritte bei Wetten, dass..? und der Echoverleihung 2010. Über das Geburtsjahr gibt es aus unterschiedlichen Quellen verschiedene Angaben: 1949, 1957 oder 1968. Uschi Blum bestehe auf 1968. 2010 veröffentlicht Hape Kerkeling als Uschi Blum die Single Moskau (feat. Friedrichstadtpalast Berlin), eine Cover-Version des Hits der Musikgruppe Dschinghis Khan aus dem Jahr 1979. Außerdem präsentierte Uschi Blum in der Sendung Hapes zauberhafte Weihnachten im Dezember 2010 ihren Song Großer dicker Mann.

## Filmografie

### Fernsehen und Kino
- 1989: Großstadtrevier: Dame in Not
- 1990: Vorwärts (Fernsehfilm)
- 1993: Kein Pardon (auch Regie und Drehbuch)
- 1995: Club Las Piranjas (Fernsehfilm; auch Drehbuch)
- 1996: Willi und die Windzors (Fernsehfilm; auch Regie und Drehbuch)
- 1997: Die Oma ist tot (Fernsehfilm)
- 1999: Gisbert (Fernsehserie, 6 Episoden)
- 2003: Lindenstraße: Heldentum
- 2004: Samba in Mettmann (auch Drehbuch und Produktion)
- 2008: Ein Mann, ein Fjord! (Fernsehfilm; auch Drehbuch)
- 2009: Horst Schlämmer – Isch kandidiere! (auch Drehbuch)
- 2011: Terra X: Unterwegs in der Weltgeschichte (Dokumentarreihe mit Spielszenen)
- 2018: Der Junge muss an die frische Luft
- 2021: Der Boandlkramer und die ewige Liebe
- 2023: Club Las Piranjas (Fernsehserie, 4 Episoden)

### Synchronisation
- 1988: Garfield-Hörspiele (Stimme von Garfield) als H.P. Kerkeling
- 1999: Tobias Totz und sein Löwe (Stimme von Paul Pommes)
- 2000: Little Nicky – Satan Junior (Stimme von Mr. Beefy)
- 2008: Kung Fu Panda (Stimme von Po)
- 2011: Kung Fu Panda 2 (Stimme von Po)
- 2013: Die Eiskönigin – Völlig unverfroren (Stimme von Olaf)
- 2016: Kung Fu Panda 3 (Stimme von Po)
- 2017: Die Eiskönigin – Olaf taut auf (Stimme von Olaf)
- 2019: Die Eiskönigin II (Stimme von Olaf)
- 2024: Kung Fu Panda 4 (Stimme von Po)
- 2024: Garfield – Eine extra Portion Abenteuer (Stimme von Garfield)

### Buchvorlage
- 2015: Ich bin dann mal weg
- 2018: Der Junge muss an die frische Luft[67]

## Auszeichnungen

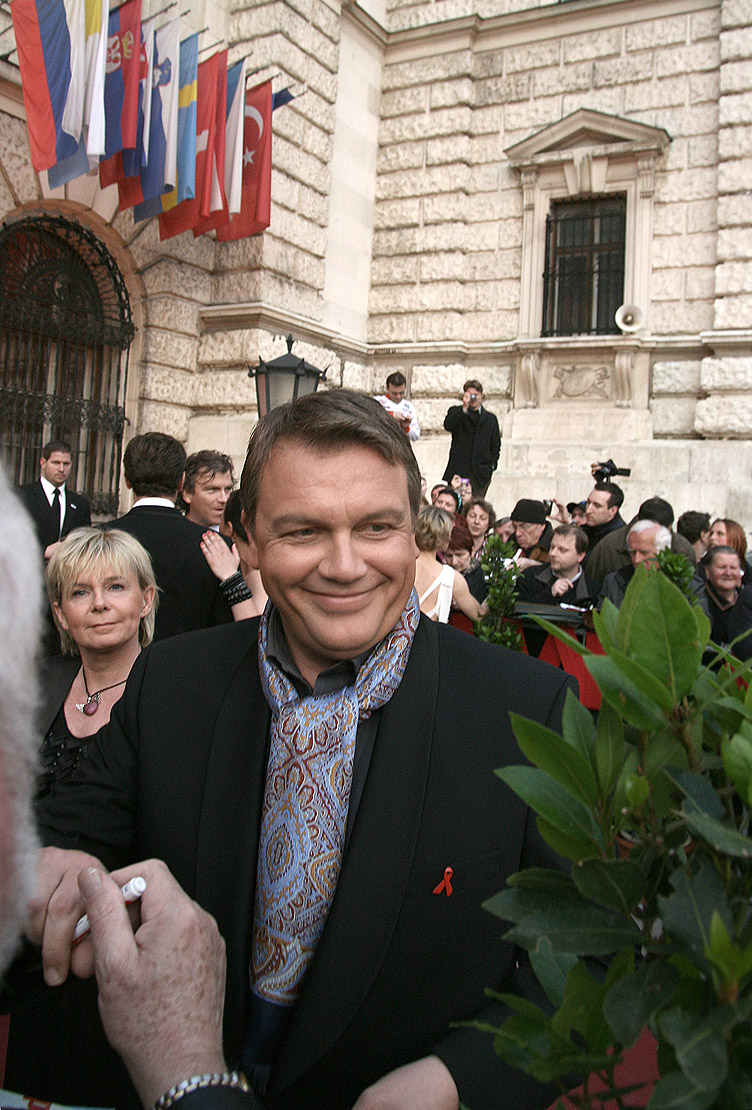
Kerkeling bei der Romyverleihung 2011 in Wien

- 1983
  - Passauer Scharfrichterbeil

- 1991
  - Adolf-Grimme-Preis mit Silber für Total Normal
  - Bambi
  - Bayerischer Fernsehpreis für Total Normal
  - Goldene Europa
  - Goldene Kamera für Total Normal
  - Goldener Gong für Total Normal
  - Bronzene Rose von Montreux für Total Normal
  - Telestar
  - Karnevalsorden Suum cuique der Karnevalsgesellschaft Poahlbürger 1948 e. V. in Recklinghausen

- 1993
  - RSH-Gold für die Comedy des Jahres (Hurz)[69]

- 2002
  - Peter-Frankenfeld-Preis

- 2003
  - Deutscher Fernsehpreis Beste Moderation Unterhaltung für Die 70er Show
  - Tegtmeiers Erben Ehrenpreis[70]

- 2004
  - Bayerischer Fernsehpreis für Moderation der Die 70er Show
  - Deutscher Comedypreis Beste Moderation für Die 70er Show

- 2005
  - Im Jahr 2005 wurde Kerkeling das „Närrische Steckenpferd“ der Prinzengarde Krefeld verliehen.
  - Deutscher Comedypreis Bester Komiker
  - Goldene Kamera Bester TV-Entertainer

- 2006
  - Deutscher Comedypreis Bester Komiker; Sonderpreis für Horst Schlämmer
  - Deutscher Fernsehpreis in der Kategorie Beste Unterhaltungssendung/Beste Moderation Unterhaltung für seine Teilnahme bei Wer wird Millionär? Prominenten Special WM 2006 (RTL)
  - 1Live Krone Bester Comedian
  - Horst Schlämmer vom unabhängigen MediumMagazin als „Ehren-Unterhaltungsjournalist des Jahres“ ausgezeichnet
  - Jahresbestseller-Autor für 1,1 Millionen verkaufte Exemplare seines Reiseberichts Ich bin dann mal weg
  - Ehrenmitgliedschaft im Verein Deutsche Sprache

- 2007
  - Deutscher Comedypreis Bester Komiker
  - Adolf-Grimme-Preis Besondere Ehrung des Deutschen Volkshochschul-Verbandes[71]
  -  Verdienstorden des Landes Nordrhein-Westfalen
  - Osgar in der Kategorie Charity
  - CORINE-Hörbuchpreis
  - Goldene Henne in der Kategorie TV Unterhaltung
  - Bambi in der Kategorie Kultur
  - GQ Mann des Jahres in der Kategorie Literatur

- 2008
  - Steiger Award in der Kategorie Entertainment
  - Champagne-Preis für Lebensfreude
  - Bayerischer Fernsehpreis für Kerkeling liest – Ich bin dann mal weg
  - Ich bin dann mal weg (DE: ×5Fünffachgold )[72]
  - Ein Mann, ein Fjord! (DE: ×3Dreifachgold )

- 2009
  - Karl-Valentin-Orden

- 2010
  - Medienpreis für Sprachkultur 2010, Sparte Fernsehen, der Gesellschaft für deutsche Sprache
  - Wieder auf Tour – Live (DE: ×2Doppelplatin (Videoalbum, Comedy-Award) )

- 2011
  - ROMY-Fernsehpreis
  -  Komturkreuz des spanischen zivilen Verdienstordens Illustrissime (für Ich bin dann mal weg)[73]
  - Deutscher Comedypreis
  - Bremer Stadtmusikantenpreis
  - Krawattenmann des Jahres

- 2012
  - Goldene Kamera – Leserwahl („Bester Comedian“)

- 2014
  - LovelyBooks Leserpreis in der Kategorie Bestes Hörbuch für Der Junge muss an die frische Luft

- 2015
  - Goldene Kamera – („Jubiläumskamera“)

- 2018
  - Bayerischer Fernsehpreis, Ehrenpreis des Bayerischen Ministerpräsidenten[74]

- 2019
  - Der Junge muss an die frische Luft (DE: ×3Dreifachgold (Hörbuch-Award) )
  - Rheinlandtaler – für „sein Engagement um das multinationale Zusammenleben und das friedliche Miteinander zwischen verschiedenen Völkergruppen“[75]
  - Das große Kleinkunstfestival – Ehrenpreis

- 2021
  - Bremer Filmpreis für sein humoristisches und komödiantisches Gesamtwerk[76]

- 2022
  - Pfoten vom Tisch!: Meine Katzen, andere Katzen und ich (DE: Gold (Hörbuch-Award))

- 2023
  - Wieder auf Tour – Live (DE: Gold (Comedy-Award))

- 2024:
  - Platin-Romy für das Lebenswerk[77][78]

- 2025:
  - Münchhausen-Preis der Stadt Bodenwerder[79]
  - Jacob-Grimm-Preis[80]

## Hörspiele (Auswahl)
- 2021: Kung Fu Panda. Das Original-Hörspiel zum Kinofilm, Edelkids Verlag & Audible
- 2021: Kung Fu Panda 3. Das Original-Hörspiel zum Kinofilm, Edelkids Verlag & Audible
- 2023: Die Eiskönigin: Olaf taut auf (Hörspiel zum Special), Walt Disney Records & BookBeat

## Werke
- Ich bin dann mal weg – Meine Reise auf dem Jakobsweg. Malik Verlag, München 2006, ISBN 3-89029-312-3. (als Taschenbuch in englischer Übersetzung I'm Off Then. My Journey Along the Camino De Santiago. Free Press, 2009, ISBN 978-1-4165-5387-8.) (Platz 1 der Spiegel-Bestsellerliste in den Jahren 2006 bis 2008).
- Hape Kerkeling liest „Ich bin dann mal weg – Meine Reise auf dem Jakobsweg“. Hörbuch. (6 CDs) Roof Music, Bochum 2006, ISBN 3-938781-37-8.
- Hape Kerkeling Live „Wieder auf Tour“. DVD. Sony BMG Spassgesellschaft! (VÖ: 16. März 2007; ca. 180 Minuten; Bildformat: 4:3 PAL; Tonformat: Stereo 2.0; Bonusmaterial: Best-of der TV-Auftritte von Horst Schlämmer), EAN: 0886970623599.
- Ein Mann, ein Fjord! DVD. von Angelo Colagrossi, Hape Kerkeling, Angelina Maccarone; Roof Music (VÖ: 30. März 2007), ISBN 978-3-938781-47-0.
- Amore und so’n Quatsch. Hörbuch. von Angelo Colagrossi, Hape Kerkeling, Elke Müller; Roof Music (VÖ: 24. Oktober 2007), ISBN 978-3-938781-89-0.
- Hape Kerkeling Live „Wieder auf Tour“. DVD. (2 DVDs) Sony BMG Spassgesellschaft! (VÖ: 9. November 2007; ca. 210 Minuten, Bildformat: 4:3 PAL, Tonformat: Stereo 2.0; Bonus-DVD (ca. 30 Min.) mit Gisela und Making of), EAN: 0886971676891.
- Der Junge muss an die frische Luft – Meine Kindheit und ich. Piper Verlag, München 2014, ISBN 978-3-492-05700-4. (Platz 1 der Spiegel-Bestsellerliste vom 20. Oktober bis zum 23. November 2014 und vom 1. Dezember 2014 bis zum 13. März 2015).
- Frisch hapeziert. Die Kolumnen. Piper Verlag, München 2018, ISBN 978-3-492-31434-3.
- Pfoten vom Tisch!: Meine Katzen, andere Katzen und ich. Piper Verlag, München 2021, ISBN 978-3-492-08000-2.
- Hape Kerkeling liest „Pfoten vom Tisch!: Meine Katzen, andere Katzen und ich“. Hörbuch. (6 CDs) OSTERWOLDaudio, Hamburg 2021, ISBN 978-3-86952-517-4.
- Gebt mir etwas Zeit: Meine Chronik der Ereignisse. Piper Verlag, München 2024, ISBN 978-3-492-05800-1.

## Dokumentation
- André Schäfer u. Eric Friedler, Hape Kerkeling: Total normal, Dokumentation, WDR, 2024, 89 Minuten, verfügbar in der ARD-Mediathek bis 9. März 2025